# Toxocarpus orientalis
Toxocarpus orientalis är en oleanderväxtart som beskrevs av Rudolf Schlechter. Toxocarpus orientalis ingår i släktet Toxocarpus och familjen oleanderväxter. Inga underarter finns listade i Catalogue of Life.